# Hans Zerny
Hans Zerny (* 11. Juni 1887 in Wien-Währing; † 14. September 1945 in Wien) war ein österreichischer Entomologe und Lepidopterologe.

## Leben
Zernys Vater war Volksschullehrer und unterrichtete ihn zunächst selbst, bevor er an öffentliche Schulen wechselte. 1908 bestand er seine Matura. Bereits während der Schulzeit sammelte und präparierte er Pflanzen und Tiere und veröffentlichte seine erste Notiz in der Leipziger Insektenbörse.
Er studierte zehn Semester Naturwissenschaften mit Schwerpunkt Zoologie an der Philosophischen Fakultät der Universität Wien. Während dieser Zeit war er 1909 erstmals an der Zoologischen Station in Triest, wo er Franz Maidl kennenlernte.
Nach der Promotion trat Zerny am 20. April 1912 eine Stelle am k. k. Naturhistorischen Museum seinen Dienst an, das bis an sein Lebensende seine Arbeitsstätte bleiben sollte. Seinen Arbeitsschwerpunkt bildeten wissenschaftliche Neuropteren-, Odonaten- und Dipteren-Sammlungen, die er wissenschaftlich und verwaltungstechnisch betreute. Nach der Pensionierung des Hofrates Hans Rebel übernahm er auch dessen Aufgaben.

## Schriften und Zeitschriftenaufsätze
H. Zerny
1. Herbstreife Carabini – Insektenbörse, Leipzig 23 (1906).
2. Über parasitisch lebende Lepidopteren – Verh. Zool. Bot. Ges. Wien 60 (1910).
3. Über myrmekophile Lepidopteren – Verh. Zool. Bot. Ges. Wien 60 (1910).
4. Beitrag zur Kenntnis des anatomischen Baues von Thynchobothrius Tetrabothrius v. Ben. – Arb. Zool. Inst. Wien 19/3 (1912).
5. Neue Heteroceren aus der Sammlung des k. k. naturhistorischen Hofmuseums in Wien – D. Ent. Ztschr. Iris (1912).
6. Entwicklung und Zusammensetzung der Lepidopterenfauna Niederösterreichs •— Verh. Zool. Bot. Ges. Wien 62 (1912).
7. Nachtrag zum Verzeichnis der Lepidopteren von Bad Ratzes in Südtirol – Verh. Zool. Bot. Ges. Wien 62 (1912).
8. Schmetterlingsraupen als Ameisengäste – Wochenschr. f. Volksbildung Urania 5/38 (1912).
9. Lepidopterorum Catalogus, pars 8: Syntomidae – Berlin, Junk (1912).
10. Interessante Funde von Lepidopteren in Niederösterreich – Verh. Zool. Bot. Ges. Wien 64 (1914).
11. Über paläarktische Pyraliden des k. k. naturhistorischen Hofmuseums in Wien – Ann. Naturhist. Hofmus. Wien 28 (1914).
12. Ergebnisse einer von Prof. Franz Werner im Sommer 1910 mit Unterstützung aus dem Legate Wedl ausgeführten zoologischen Forschungsreise nach Algerien. Liste der erbeuteten Lepidopteren – Stzb. Akad. Wiss. Wien 123/Abt. I (1914).
13. Zwei neue paläarktische Noctuiden – Verh. Zool. Bot. Ges. Wien 65 (1915).
14. Neue Heteroceren aus der Sammlung des k. k. naturhistorischen Hofmuseums in Wien, II. Fam. Noctuidae – Ann. Naturhist. Hofmus. 30 (1916).
15. Diptera, in Ginzberger: Naturgeschichte der Scoglien Süddalmatiens 15 – Denkschr. K. Akad. Wiss. Wien 92 (1916).
16. Formenkreis von Lythria purpuraria L. – Verh. Zool. Bot. Ges. Wien 66 (1916).
17. Die Beschreibung einer neuen paläarktischen Pyralide – Verh. Zool. Bot. Ges. Wien. 66 (1916)
18. Bemerkungen und Richtigstellungen zu Seitz, Großschmetterlinge der Erde, Paläarktische Fauna, Band II und III – Verh. Zool. Bot. Ges. Wien 68 (1918).
19. Beiträge zur Kenntnis der Fauna Dalmatiens, besonders der Insel Brazza. III. Lepidoptera – Zool. Jhrb. Abt. Syst. 42 (1920).
20. Beiträge zur Kenntnis der Fauna Dalmatiens, besonders der Inzel Brazza. IV. Diptera – Zool. Jhrb. Abt. Syst. 42 (1920).
21. Zwei neue Lepidopterenarten von der Serra do Itatiaya in Brasilien – Anz. Akad. Wiss. Wien 1923/9 (1924).
22. Neue Mikrolepidopterenformen aus Corsica – Ztschr. österr. Ent. Ver. Wien 11/3 (1926).
23. Die Lepidopteren-Fauna von Algeciras und Gibraltar in Süd-Andalusien – D. Ent. Ztschr. Iris (1927).
24. Die Lepidopterenfauna von Albarracin in Aragonien – Eos, Madrid 3/3—4 (1927).
25. Eine neue Notuidengattung und -art aus der Mongolei – Verh. Zool. Bot. Ges. Wien 78 (1928).
26. Neue tropische Heteroceren aus dem Naturhistorischen Museum in Wien – Ztschr. österr. Ent. Ver. Wien 13/9 (1928).
27. Beiträge zur Kenntnis der Syntomiden – D. Ent. Ztschr. Iris 44 (1930).
28. Ergebnisse einer zoologischen Sammelreise nach Brasilien, insbesondere in das Amazonas:Gebiet, ausgeführt von Dr. H. Zerny. VII. Teil: Lepidoptera III: Die Syntomiden des Staates Para – Ann. Naturhist. Mus. Wien 45 (1931).
29. Beiträge zur Kenntnis der Syntomiden, II. – D. Ent. Ztschr. Iris 45 (1931).
30. Lepidopterorum Catalogus, editus ab Embrik Strand, Pars 43, 46, 48. M. Gaede, Satyridae, Berlin (W. Junk) (1931) – Ztschr. Österr. Ent. Ver. Wien 17/1 (1932).
31. Erwiderung auf M. Gaedes Antwort auf Dr. Zernys Kritik meines Satyriden-Kataloges sowie auf A. Seitz’ Nachschrift dazu – Ztschr. österr. Ent. Ver. Wien 17/2—3 (1932).
32. Neue Mikrolepidopteren aus Spanisch-Marokko – Ztschr. Österr. Ent. Ver. Wien 17/6—7 (1932).
33. Lepidopteren aus dem nördlichen Libanon – D. Ent. Ztschr. Iris 46 (1932).
34. Lepidopteren aus dem nördlichen Libanon. Mit Beiträgen von Dr. A. Corti (Zürich), F. Daniel (München), L. Schwingenschuß (Wien), und DT. E. Wehrli (Basel) – D. Ent. Ztschr. Iris 47 (1933).
35. Lepidopteren aus dem nördlichen Libanon. Mit Beiträgen von Dr. A. Corti (Zürich), E. Daniel (München), L. Schwingenschuß (Wien) und Dr. E. Wehrli (Basel) – D. Ent. Ztschr. Iris 48 (1934).
36. Eine neue Zygaene aus dem Großen Atlas – Ztschr. Österr. Ent. Ver. Wien 19/4 (1934).
37. Neue Heteroceren aus dem Großen Atlas in Marokko – Ztschr. österr. Ent. Ver. Wien 19/6 (1934).
38. Eine neue gallenbewohnende Phycitine aus Sumatra (Lep. Pyralidae) – Miscellanea Zoologica Sumatrana 82 (1934).
39. Neue Pyraliden aus der Sierra de Gredos in Castilien – Ztschr. österr. Ent. Ver. Wien 20/4 (1935).
40. Die Lepidopterenfauna des Großen Atlas in Marokko und seiner Randgebiete. Mit Beiträgen von L. Schwingenschuß – Mem. Soc. Scienc. nat. Maroc. 42 (1935).
41. Eine neue Noctuide von der Balkanhalbinsel – Ztschr. Österr. Ent. Ver. Wien 20/10—11 (1935).
42. Die Lepidopteren der deutschen Gran-Chaco-Expedition 1925/26 mit Berücksichtigung der Sammelergebnisse von Prof. Hosseus in der Sierra de Cordoba. IV. Syntomidae, Arctiidae und Dioptidae – Mitt. Munch. Ent. Ges. 27/1 (1937).
43. Mikrolepidopteren aus dem Eiburs Gebirge in Nord-Iran – Ztschr. österr. Ent. Ver. Wien 24 (1939).
44. Mikrolepidopteren aus dem Elburs-Gebirge in Nord-Iran – Ztschr. österr. Ent. Ver. Wien 25 (1940).
45. Hans Rebel f – Ztschr. Wiener Ent. Ver. 25 (1940).
46. Über Galigopsis seleucida Hew. (Lep., Brassolinae) – Ztschr. Wiener Ent. Ver. 25 (1940).
47. Neuerwerbungen des Wiener Naturhistorischen Museums – Ztschr. Wiener Ent. Ges. 28 (1943).
48. Eine Falterausbeute aus Sizilien. II. Teil: Mikrolepidopteren – Ztschr.' Wiener Ent. Ges. 28 (1943).

H. Zerny und Max Beier
1. Ordnung der Pterygogenea: Lepidoptera = Schmetterlinge. In Küken thai, Handb. Zool., Berlin 4, 2. Hälfte, Lief. 7 und 8 (1936).

Hans Rebel und H. Zerny.
1. Wissenschaftliche Ergebnisse, Franz Werners zoologische Expedition nach dem Anglo_ägyptischen Sudan (Kordofan), 1914: I. Lepidoptera – Denkschr. Akad. Wiss. Wien, m.-n. Kl. 93 (1916).
2. Neue Mikrolepidopteren aus Spanien – Ztschr. Österr. Ent. Ver. Wien 12/11—12 (1927).
3. Neue Mikrolepidopteren aus Spanien (Andalusien) – Ztschr. österr. Ent. Ver. Wien 13/5 (1928).
4. Die Lepidopterenfauna Albaniens – Anz. Akad. Wiss. Wien 68 (1931).
5. Die Lepidopterenfauna Albaniens (mit Berücksichtigung der Nachbargebiete). Wissenschaftliche Ergebnisse der im Auftrage und mit Kosten der Akademie der Wissenschaften in Wien im Jahre 1918 entsendeten Expedition nach Nordalbanien – Denkschr. Akad. Wiss. Wien, m.-n. Kl. 103 (1931).

## Mitgliedschaften und Ehrungen
Hans Zerny war Mitglied zahlreicher naturwissenschaftlicher Gesellschaften und Vereinigungen.
- Ehrenmitglied der Bulgarischen Entomologischen Gesellschaft
- Ehrenmitglied der Wiener Entomologischen Gesellschaft,
- Mitglied der Zoologisch-Botanischen Gesellschaft in Wien
- New York Entomological Society
- Entomological Society of America in Columbus
- American Society of Mammologists